# Alyssum orbelicum
Alyssum orbelicum là một loài thực vật có hoa trong họ Cải. Loài này được Ancev & Uzunov mô tả khoa học đầu tiên năm 2002.